# Kasima Antlers
A Kasima Antlers FC (japánul: 鹿島アントラーズ, kiejtése: kasima antorádzu) hivatásos labdarúgócsapat a Japán Ligában az Ibaraki prefektúrai Kasima városából. Az új liga megalapítása (1993) óta az Antlers Japán egyik legjelentősebb labdarúgócsapata lett: ötször megnyerte az első ligát, háromszor a Japán Liga Kupát és a Császár Kupát. 2007-ben a Kasima lett az első japán csapat, amely tíz hazai címet nyert és ma egyike annak a hatnak, amelyek a liga minden szezonjában részt vettek. Otthona a Kasima Stadion. 2016-ban a klubvilágbajnokságon a Real Madrid mögött második lett.

## Történelem
A csapatot a második világháború után két évvel, 1947-ben alapította a Szumimoto Metal Industries vállalat Ószakában. Első éveiben a Japán Labdarúgó Ligában játszott. 1975-ben költözött át a Tokiótól északra fekvő Kasima városába. Az első ligába 1984-ben kerültek, de jelentős sikereket nem tudtak elérni. Mélyponton az 1985–86-os és 1988–89-es évadban voltak.
A teljesen profi Japán Liga megalakítása után sok más csapathoz hasonlóan az Atlers is elhagyta a neve mellől az alapító vállalat nevét és változtatta Kasima Antlersre. A Kasima egy csapásra az élvonalban találta magát, míg sokan mások alkalmatlanok voltak a hivatásos labdarúgásra.
1992 óta használják a jelenlegi logót és hivatalos dalát. A Japán Liga 1993-as alapletétele után a Kasima Antlers az ország legerősebbjei között maradt, több kitüntetést szerzett és rekordot döntött meg. Zico, a korábbi brazil csillag és későbbi labdarúgóedző vezetésével a Kasima nyerte meg az első ligát a legelső évadban. 2000-ben az első csapat lett, amely a három legjelentősebb futballkitüntetést (Japán Liga, Japán Liga Kupa, Császár Kupa) megnyerte.

## Edzők
| Név                 | Nemzetiség | Évek      |
| ------------------- | ---------- | --------- |
| Mijamoto Maszakacu  | Japán      | 1993–1994 |
| Edu                 | Brazília   | 1995      |
| João Carlos         | Brazília   | 1996–1998 |
| Szekidzuka Takahasi | Japán      | 1998      |
| Zé Mario            | Brazília   | 1998–1999 |
| Zico                | Brazília   | 1999      |
| Szekidzuka Takahasi | Japán      | 1999      |
| Toninho Cerezo      | Brazília   | 2000–2005 |
| Paulo Autuori       | Brazília   | 2006      |
| Oswaldo De Oliveira | Brazília   | 2007–2011 |
| Jorginho            | Brazília   | 2012      |
| Toninho Cerezo      | Brazília   | 2013–2015 |
| Masatada Ishii      | Japán      | 2015–     |

## Jelenlegi keret
2016. december 5. szerint.
| #  |        | Poszt | Név              |
| -- | ------ | ----- | ---------------- |
| 1  | koreai | K     | Kvon Szunte      |
| 2  | japán  | V     | Ucsida Acuto     |
| 3  | japán  | V     | Sódzsi Gen       |
| 4  | brazil | KP    | Léo Silva        |
| 5  | japán  | V     | Ueda Naomicsi    |
| 6  | japán  | KP    | Nagaki Rjóta     |
| 7  | brazil | CS    | Pedro Júnior     |
| 8  | japán  | KP    | Shoma Doi        |
| 9  | japán  | CS    | Szuzuki Júma     |
| 10 | japán  | CS    | Kanazaki Muu     |
| 11 | brazil | KP    | Leandro          |
| 13 | japán  | KP    | Nakamura Acutaka |
| 14 | japán  | CS    | Kanamori Takesi  |
| 15 | japán  | V     | Miszao Juto      |
| 16 | japán  | V     | Jamamoto Súto    |
| 19 | japán  | KP    | Jamagucsi Kazuma |
| 20 | japán  | KP    | Miszao Kento     |
| 21 | japán  | K     | Szogahata Hitosi |
| 22 | japán  | V     | Nisi Daigo       |
| 23 | japán  | V     | Oda Icuki        |

| #  |       | Poszt | Név                  |
| -- | ----- | ----- | -------------------- |
| 24 | japán | V     | Itó Jukitosi         |
| 25 | japán | KP    | Endó Jaszusi         |
| 26 | japán | KP    | Kubota Kazune        |
| 28 | japán | V     | Macsida Koki         |
| 29 | japán | K     | Kavamata Sinicsiro   |
| 30 | japán | KP    | Abe Hiroki           |
| 31 | japán | K     | Oki Juja             |
| 32 | japán | KP    | Anzai Koki           |
| 36 | japán | KP    | Tanaka Tosija        |
| 39 | japán | V     | Inukai Tomoja        |
| 40 | japán | KP    | Ogaszavara Micuo (C) |

## Külső hivatkozások
- (japán) Hivatalos honlap
- (angol) Hivatalos honlap